# Henry Wilde
El teniente Henry Tingle Wilde (21 de septiembre de 1872 – 15 de abril de 1912) fue un marino británico y el jefe de oficiales del famoso transatlántico RMS Titanic.

## Primeros años
Henry Wilde nació en Walton, Merseyside, Inglaterra y fue bautizado en la capilla Loxley Congragational en Bradfield, Yorkshire el 24 de octubre de 1872. Su padre, también llamado Henry Wilde, provenía de Ecclesfield, South Yorkshire. Su madre fue Elizabeth Tingle de Loxley, Bradfield. Henry conoció el mar en su adolescencia y fue un aprendiz en Messrs. James Chambers & Co., Liverpool. Su aprendizaje se puso a prueba el 23 de octubre de 1889 a bordo del Greystoke Castle y concluyó cuatro años después, el 22 de octubre de 1893. Desde ese entonces, sirvió como tercer oficial a bordo del Greystoke Castle para luego ser trasladado también como tercer oficial al Hornsby Castle. Su primer viaje a bordo de un barco de vapor, fue en 1895 a bordo del SS Brunswick donde sirvió inicialmente como Tercer Oficial para luego pasar a ser Segundo. En 1896 fue transferido al SS Europa y sirvió en este como segundo oficial. En julio de 1897, ingresó a la White Star Line.
Iniciado como oficial subalterno, Wilde ascendió de puestos a ritmo constante mientras servía en otros barcos de la White Star. Entre ellos el Covic, Cufic, Tauric y el Delphic. En diciembre de 1910, la tragedia golpea a Wilde cuando su esposa y sus dos hijos mellizos, Archie y Richard murieron. En agosto de 1911, Wilde se convirtió en jefe de oficiales del barco gemelo del Titanic, el RMS Olympic, donde estuvo bajo las órdenes del futuro capitán del Titanic, Edward John Smith.

## Viaje a bordo delTitanic
Wilde fue avisado para que desembarque del Olympic en Southampton el 3 de abril de 1912, pero la White Star le dijo que se quedase y aguardase órdenes. Probablemente, las órdenes de la línea sería avisarle a Wilde que tenía el permiso para ser el capitán de una embarcación pequeña pero a último momento, fue asignado para ser jefe de oficiales del Titanic probablemente por una petición especial del capitán Smith quien tenía especial aprecio por Wilde. Esta asignación a última hora generó lo que se llama la "remodelación de oficiales" por lo cual William McMaster Murdoch y Charles Lightoller fueron bajados a los puestos de primer y segundo oficial respectivamente, y el anterior segundo oficial David Blair (marinero británico que adquirió fama en 2007 al encontrársele "culpable" de haberse llevado la llave del armario de los binoculares) fue separado de la tripulación. El día en que el Titanic zarpó, el 10 de abril de 1912, Wilde informó a las 6 a. m. que ya estaba a órdenes del capitán. A la hora de zarpar Wilde asistió al segundo oficial Charles Lightoller para desamarrar al barco de las sogas que lo sostenían al muelle.
A bordo del Titanic, Wilde supuestamente escribió una carta para su hermana en la que mencionaba sentir un "extraño sentimiento sobre el barco".
A las 11:40 p. m. del 14 de abril de 1912 el Titanic tuvo su famoso encuentro con el iceberg contra el cual chocó. Debido a que Wilde estaba fuera de guardia y a que no sobrevivió aquella noche, sus últimos movimientos son en gran parte desconocidos. Aparentemente, él tomó el cargo de llenar de pasajeros y de bajar al mar a los botes salvavidas. Alrededor de la 1:40 a. m., la mayoría de los botes salvavidas ya habían sido bajados al mar, y Wilde se fue a estribor. Fue visto por última vez intentando liberar a los botes salvavidas A y B del techo de la cabina de oficiales.